# Губе, Осман
Осман Губе, настоящая фамилия Саиднуров, (1892, Эрпели, Дагестанская область, Российская империя — 1943,РСФСР, СССР) — немецкий разведчик, полковник, агент абвера.

## Биография
Осман Саиднуров (псевдоним «Губе» он взял, находясь в эмиграции) аварец по национальности, родился в 1892 году в селении Эрпели Темир-Хан-Шуринского округа (ныне село в Буйнакском районе Дагестана) в семье торговца мануфактурой.
С 1915 года служил в Русской императорской армии, во 2-м Дагестанском полку Кавказской туземной дивизии. После начала гражданской войны в России в 1918 году присоединился к Добровольческой армии генерала Деникина. Был командиром эскадрона, произведён в чин поручика. В октябре 1919 года направлен в Дагестан с заданием сформировать конные части из числа местных жителей. Однако задание не выполнил, к Деникину не вернулся, а с подходом красных в 1920 году перебрался в Грузию. В 1921 году эмигрировал из Грузии в Трапезунд, а затем в Стамбул. В Турции проживал до 1937 года под фамилией Губе. В 1934 году вступил в антисоветскую националистическую организацию «Кавказ». В 1938 году выдворен властями Турции в Германию, где встретился с руководителем «Кавказа» Гайдаром Бамматом и получал от него деньги на жизнь.
После начала Великой Отечественной войны поступил на службу в абвер. Окончил школу разведчиков в Штеттине в начале 1942 года. Был передан в распоряжение военно-морской разведки Германии. С января 1942 года находился на оккупированной территории СССР в Крыму, где отбирал для разведработы мусульман из числе советских военнопленных. В случае победы немцев Губе отводилась роль начальника политической полиции на Северном Кавказе или немецкого наместника на Кавказе.
Одновременно с разведгруппой обер-лейтенанта Ланге (30 человек) 25 августа 1942 года на территорию Дагестана самолетами из Крыма была заброшена и группа Османа Саиднурова (35 человек). Она была десантирована в Ботлихском районе. Для придания Саиднурову авторитета в глазах местных жителей ему разрешили представляться немецким полковником (официально такой чин ему не присваивался) и выдали соответствующую униформу. Сайндуров сумел наладить обширные связи среди местного населения, а также связи с хозяйственными руководителями и даже с прокурором района; также Сайндуров переманил на свою сторону главаря местной антисоветской организации , наладил сбор и передачу развединформации. Имел задание готовить массовое антисоветское восстание. Немцы несколько раз сбрасывали для его отряда оружие на парашютах.
12 января 1943 года Осман Саиднуров и его группа были арестованы органами госбезопасности СССР. Взял в плен капитана Губе, скрывавшегося в одном из горных районов республики, ингушский чекист Ахмед Парагульгов.
Содержался в тюрьмах НКВД и НКГБ СССР. Был приговорён к высшей мере наказания и расстрелян.  (дата неизвестна).